# Karl Pallas
Karl Franz Pallas (* 30. Mai 1860 in Zeitz; † 12. März 1933 in Naumburg) war ein deutscher evangelischer Pfarrer und Heimatforscher.

## Leben
Pallas besuchte von 1870 bis 1879 das Stadtgymnasium Halle und studierte an der Friedrichs-Universität Evangelische Theologie. Nach kürzerer Tätigkeit an der Landesschule Pforta und am Domgymnasium Naumburg bestand er 1883 das erste und 1895 das zweite theologische Examen. Von 1885 bis 1886 war Pallas Mitglied des Konvikts in Magdeburg. 1887 unterzog er sich dem philologischen Staatsexamen. Am 27. Juni 1887 wurde er Archidiakonus in Herzberg (Elster), wo er bis April 1913 blieb. Danach übernahm Pallas die Pfarrstelle in Zwochau, die er bis zu seiner Emeritierung 1930 verwaltete.
Karl Pallas war Mitbegründer und Vorsitzender des Vereins für Kirchengeschichte der Provinz Sachsen und Anhalts.  Am 31. Oktober 1917 wurde ihm die Ehrendoktorwürde der Theologie von der Friedrichs-Universität verliehen.

## Veröffentlichungen
- Geschichte der Stadt Herzberg im Schweinitzer Kreise, Herzberg 1901
- Reihe Registraturen der Kirchenvisitationen im ehemaligen sächsischen Kurkreise
- Briefe und Akten zur Visitationsreise des Bischofs Johannes VII. von Meißen im Kurfürstentum Sachsen 1522, in: Archiv für Reformationsgeschichte 1908, S. 217–312.
- Der Reformationsversuch des Gabriel Didymus in Eilenburg, in: ARG IX, S. 347–362; X, S. 15–69.
- Beiträge im Heimatkalender für den Kreis Schweinitz (HKS) 1920ff.
- Wann ist (der Kreis Schweinitz) entstanden und wie ist er zu seinem Namen gekommen?, in: HKS 1920, S. 37.
- Von alten Dorfgemeindeordnungen (des Kreises Schweinitz), in: HKS 1921, S. 35; 1923, S. 50; 1924, S. 36.
- Statistische Nachrichten aus dem Schweinitzer Kreise, in: HKS 1921, S. 76.
- Das Rittergut Grochwitz und seine Besitzer, in: HKS 1921, S. 78.
- Zur Geschichte der Rittergüter Werchau und Wildenau, in: HKS 1922, S. 35.
- Der Küster der evangelischen Kirche, sein Amt, seine Besoldung, seine Beschäftigung als Lehrer. Eine geschichtliche Betrachtung, in: Zs. des Vereins für Kirchengeschichte der Provinz Sachsen, 1922.
- Der „alte Franz“, in: HKS 1923, S. 27.
- Die Rittergüter und der alte Adel (des Kreises Schweinitz), in: Heimatbote (HB). Beilage zum Schweinitzer Kreisblatt. 1924, Nr. 1ff.
- Das Augustinerkloster in Herzberg, in: HKS 1925, S. 25.
- Unsere Lehmänner, in: HKS 1926, S. 44.
- Aus der Frühzeit der Reformation (im Kreise Schweinitz), in: HKS 1927, S. 39.
- Aus der Frühzeit der Reformation in Kursachsen, in: Zs. des Vereins für Kirchengeschichte der Provinz Sachsen. 1928.
- Der Untergang der alten Lateinschulen in den kleineren Städten Kursachsens, in: HKS 1929, S. 33.
- Über alte Zwangsgerechtsame, in: HKS 1930, S. 77.